# Polyrhachis villipes
Polyrhachis villipes é uma espécie de formiga do gênero Polyrhachis, pertencente à subfamília Formicinae.